# École d'enseignement technique de l'Armée de l'air et de l'espace
 (janvier 2025).
L'école d'enseignement technique de l'Armée de l'air et de l'espace (EETAAE) est une école de formation de l'Armée de l'air et de l'espace. Elle est située sur la base aérienne 722. Elle accueille en 2024-2025 les 156e et 157e promotions d'élèves techniciens, surnommés "arpètes". Sa devise est « Honneur, Travail et Discipline ».

## Historique
En 1945, l'Armée de l'air s'installe au sud de Saintes (Charente-Maritime) pour y implanter une école de mécaniciens et conducteurs automobiles. Le site choisi est celui des anciennes usines Hispano-Suiza construites en 1938.

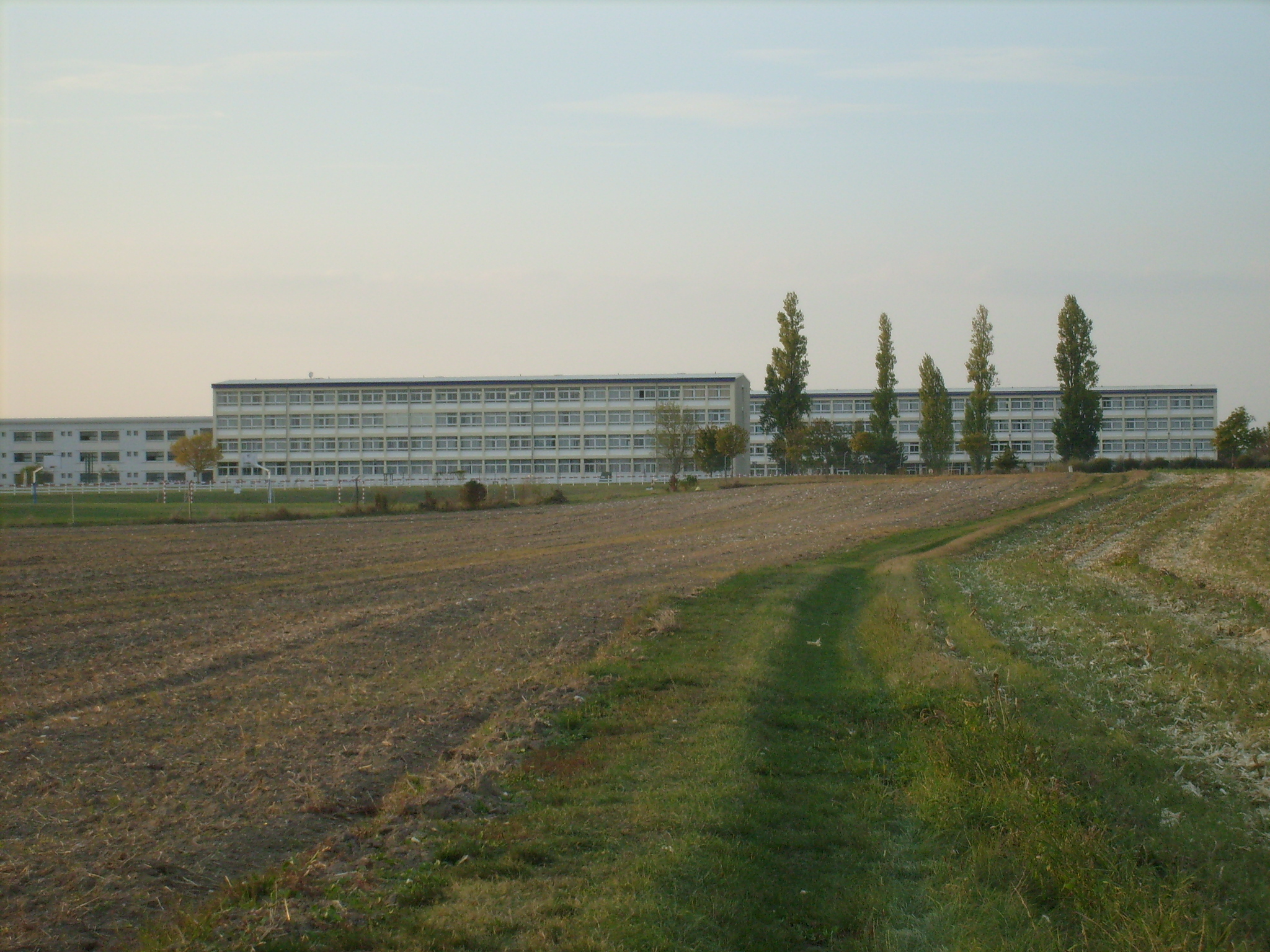
Bâtiment de l'EETAAE.

En avril 1949, l'école d'enseignement technique de l'Armée de l'air est créée sur la future base aérienne 722. Ainsi, les ateliers qui avaient servi en 1939 et 1940 aux chaînes de montage des canons de 20 mm armant les avions Morane 405, 406 et Dewoitine D.520 sont adaptés pour répondre aux besoins de l'instruction des nouveaux élèves.
L'école prend la dénomination de base aérienne 722 le 1er janvier 1954.
À partir de 1961, l'école forme les apprentis mécaniciens (surnommés Arpètes) de l'Armée de l'air pour une durée de deux années d'instruction. Cette formation les prépare à l'école de spécialisation de Rochefort située à 40 km à l'ouest de Saintes.
Une autre école technique des apprentis mécaniciens fonctionne de 1952 à 1956 et de 1965 à 1970 sur la base aérienne 726 de Nîmes.
En 1962, l'école reçoit son drapeau des mains du chef d'état-major de l'Armée de l'air.
En 1963, l'école reçoit son nom de baptême : "capitaine Albert Raffin", ancien élève de la promotion 1936 décédé le 19 octobre 1953 dans un accident aérien en Indochine. 
Le 6 avril 1978, le drapeau est décoré de la médaille de l'Aéronautique pour les services rendus par l'école à l'Armée de l'air. Elle avait formé à cette date plus de 30000 apprentis mécaniciens et plusieurs d'entre eux sont tombés au champ d'honneur. En 2022, l'EETAAE a formé plus de 46 000 élèves techniciens.
Le 1er juillet 1990, l'école devient l'« école d'enseignement technique de l'Armée de l'air 722 ».
Fin 1996, avec la professionnalisation des armées, la base aérienne 722 accueille le Centre de formation des militaires techniciens de l'air (CFMTA) qui devient le 1er juillet 2001 le Centre de formation militaire élémentaire (CFME).
Le 5 septembre 1999, les promotions de l'école sont féminisées : l'école accueille les premières femmes élèves techniciennes (promotion 132). En 2005, elle forme les élèves techniciens au baccalauréat.
En septembre 2015, le CFME est dissous pour être remplacé, à la base aérienne 115 d'Orange-Caritat, par le Centre de préparation opérationnelle du combattant de l'Armée de l'air (CPOCAA).
Le 30 juin 2021, l'école prend le nom d'école d'enseignement technique de l'Armée de l'air et de l'espace, à la suite de l'ajout de la composante spatiale au nom de l'Armée de l'air.

## Situation géographique
Situé à trois kilomètres au sud de Saintes en Charente-Maritime, le site militaire de 250 hectares est implanté sur les communes des Gonds et de Thénac.
Les pistes de la base aérienne 722 sont utilisées par l'aérodrome de « Saintes / Thénac ».

## Missions
L'école assure la formation des élèves techniciens qui deviendront pour l'essentiel les futurs sous-officiers et militaires du rang de l'Armée de l'air et de l'espace. À l'issue de leurs deux années de scolarité, ils seront majoritairement orientés vers l'école de formation des sous-officiers de l'Armée de l'air (EFSOAA) de Rochefort dans le cadre de leur spécialisation. Un nombre important de spécialités liées à l'aéronautique leur sont ouvertes : maintenance aéronautique, armement avion, communications aéronautiques et spatiales, cyberdéfense, électronique embarquée, etc.  
Un certain nombre d'élèves intègre également les classes préparatoires aux grandes écoles militaires (CPGE) pour poursuivre ensuite une carrière d'officier dans l'Armée de l'air et de l'espace.
Les élèves sont recrutés sur dossier. Pour postuler, les candidats doivent être âgés de 16 ans au moins et 18 ans au plus. Depuis la rentrée 2022, l'école intègre chaque année une nouvelle promotion de 300 élèves environ, pour une formation académique, militaire et citoyenne de 2 ans. Les élèves techniciens vivent en internat. Les frais d'internat et de scolarité sont pris en charge par l'Etat. Leur formation est rémunérée : les élèves techniciens perçoivent une solde mensuelle allant de 260 à 390 euros en fonction du grade détenu. Lors de leur incorporation, ils deviennent des militaires à part entière et souscrivent un engagement de 2 ans (durée de leur scolarité). Une fois leur diplôme obtenu, l'Armée de l'air et de l'espace leur garantit un contrat de 5 ans.  

## Unités de formations

### Escadron d'enseignement académique (EEA)
Les élèves suivent une formation diplômante agréée par l'Education nationale et garantie par la présence d'un proviseur. Les cours sont délivrés par des professeurs détachés de l'Education nationale et des instructeurs militaires.
Les diplômes préparés sont les suivants :
- Baccalauréat général avec les spécialités mathématiques, physique-chimie et sciences de l'ingénieur, ainsi que les options maths expertes et maths complémentaires
- Baccalauréat technologique STI 2D (Sciences et technologies de l'industrie et du développement durable) avec la spécialité SIN en terminale (Systèmes d'information et numérique)
- Baccalauréat professionnel SN-RISC (Systèmes numériques, option réseaux informatiques et systèmes communicants)
- Baccalauréat professionnel aéronautique option systèmes
- Baccalauréat professionnel aéronautique option avionique

### Escadron d'encadrement et de formation militaire (EEFM)
L'EEFM assure principalement l'encadrement des promotions et la gestion du quotidien des élèves avec des éducateurs militaires formés à la psychologie de l'adolescent. Il assure aussi la formation militaire des élèves. Cette formation donne lieu à l'obtention du CAM (certificat d'aptitude militaire) pour les élèves inscrits dans les filières baccalauréats, et du CME (certificat militaire élémentaire) pour ceux inscrits en CAP. 

## Commandants
- Colonel Philippe Eschbach (septembre 2013 - septembre 2015)
- Colonel Yves Ngo Van (septembre 2015 - juin 2016)[2]
- Colonel Hervé Lardy (juin 2016 - septembre 2018)[3]
- Colonel Thierry Fluxa (septembre 2018 - septembre 2020)
- Colonel Diane Géribaldi  (septembre 2020-septembre 2022)
- Colonel Sébastien Bleunven (05 septembre 2022-septembre 2024)
- Colonel Ghislain Mifurt (septembre 2024)